# Il diavolo in corpo (film 1947)
Il diavolo in corpo (Le diable au corps) è un film del 1947 diretto da Claude Autant-Lara. Micheline Presle e Gérard Philipe impersonano i due protagonisti della storia amorosa, Marthe e François.
La pellicola è tratta dal romanzo omonimo di Raymond Radiguet. Libro e film scandalizzarono l'opinione pubblica, non tanto per l'erotismo, quanto per lo spirito antimilitarista (in quanto un marito tradito è al fronte a fare il suo dovere di soldato). La censura italiana lo bloccò a lungo.
Il diavolo in corpo è stato presentato in concorso alla Mostra del cinema di Venezia del 1947.

## Trama
1918: il giovane François segue con lo sguardo i funerali dell'amante Marthe, morta di parto, e ricorda la storia del loro amore, che si è infranto sull'immaturità e la debolezza di carattere di lui.

## Riconoscimenti
Nel 1949 il National Board of Review of Motion Pictures l'ha inserito nella lista dei migliori dieci film dell'anno.